# Castianeira descripta
Castianeira descripta là một loài nhện trong họ Corinnidae.
Loài này thuộc chi Castianeira. Castianeira descripta được Nicholas Marcellus Hentz miêu tả năm 1847.

## Hình ảnh

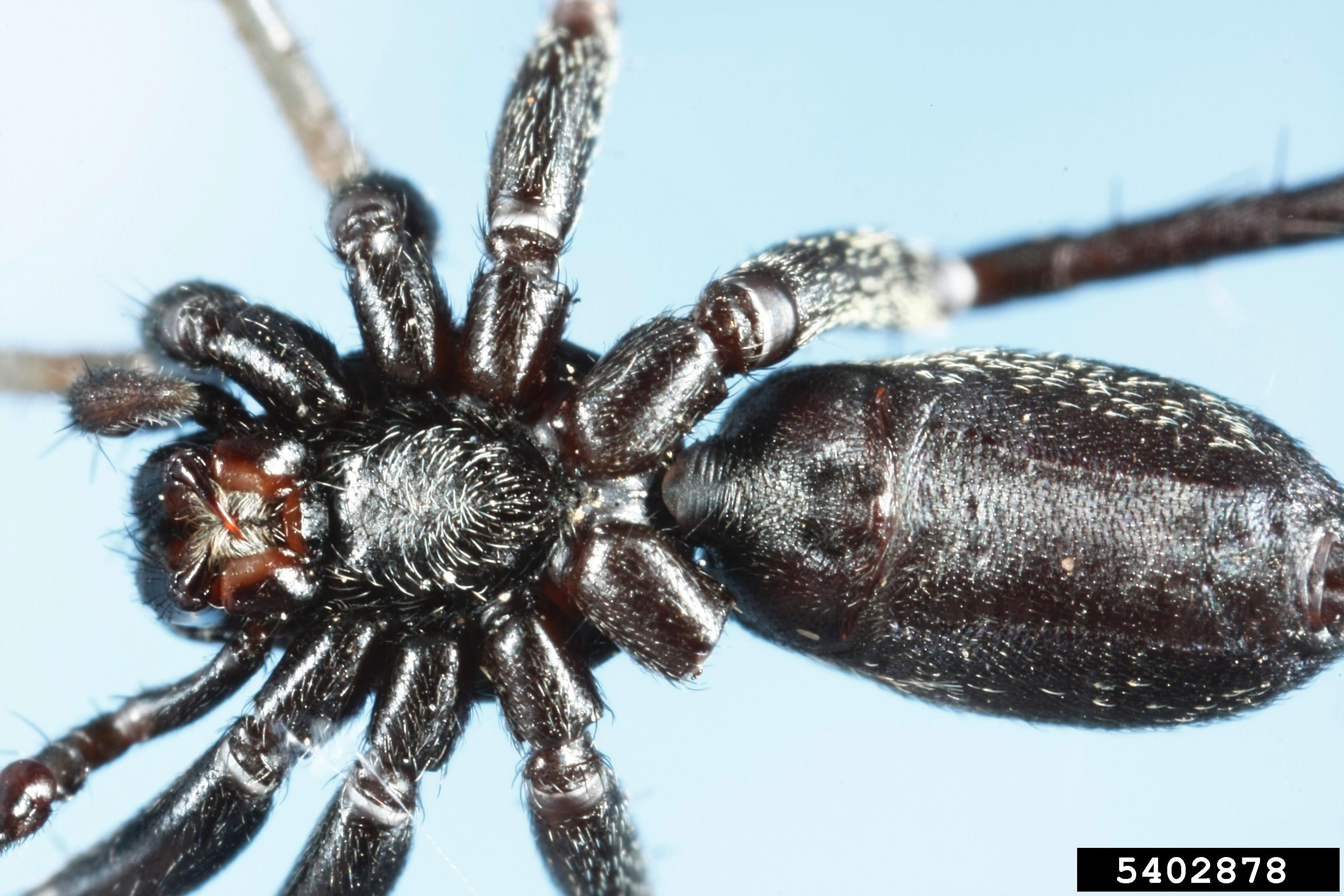
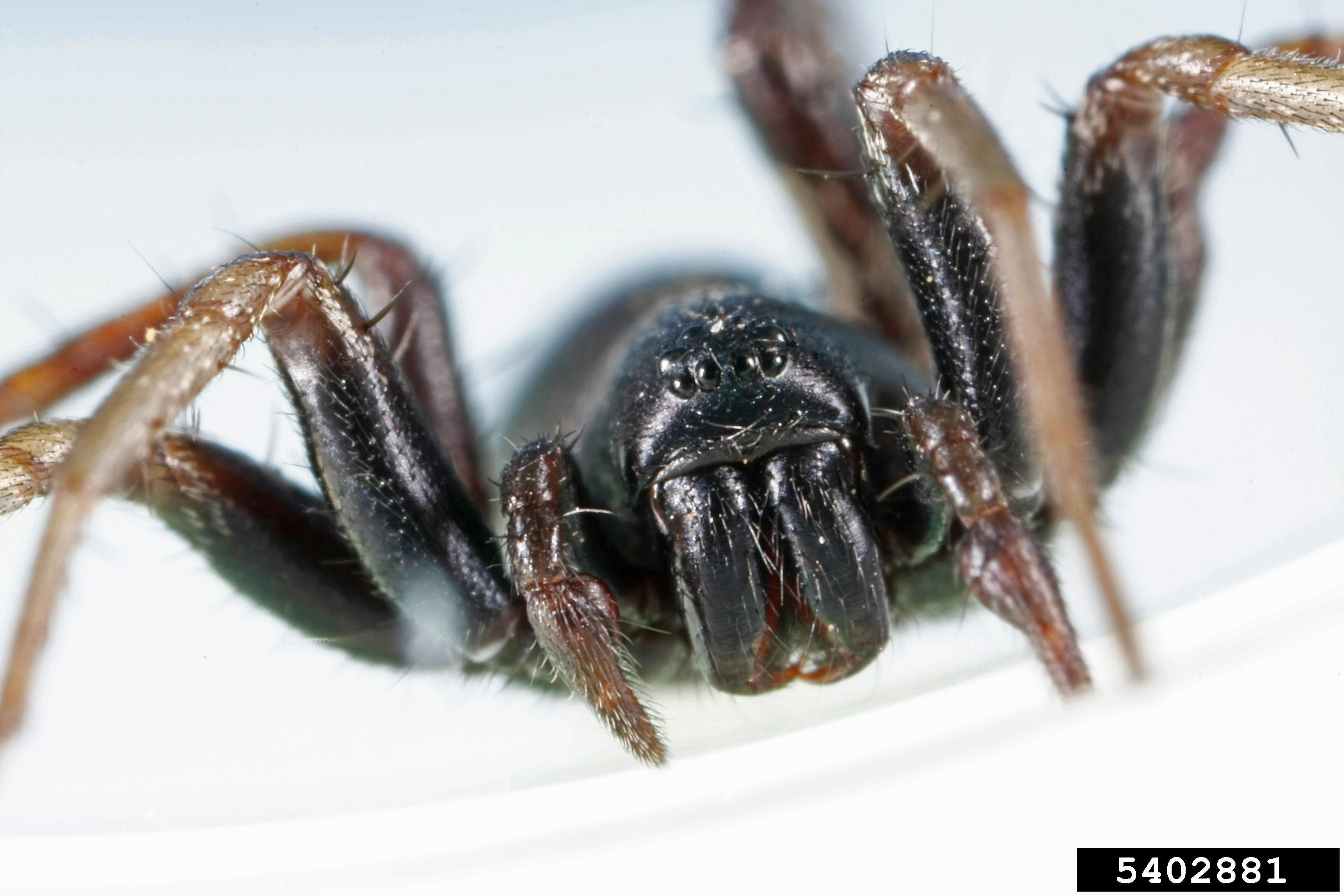
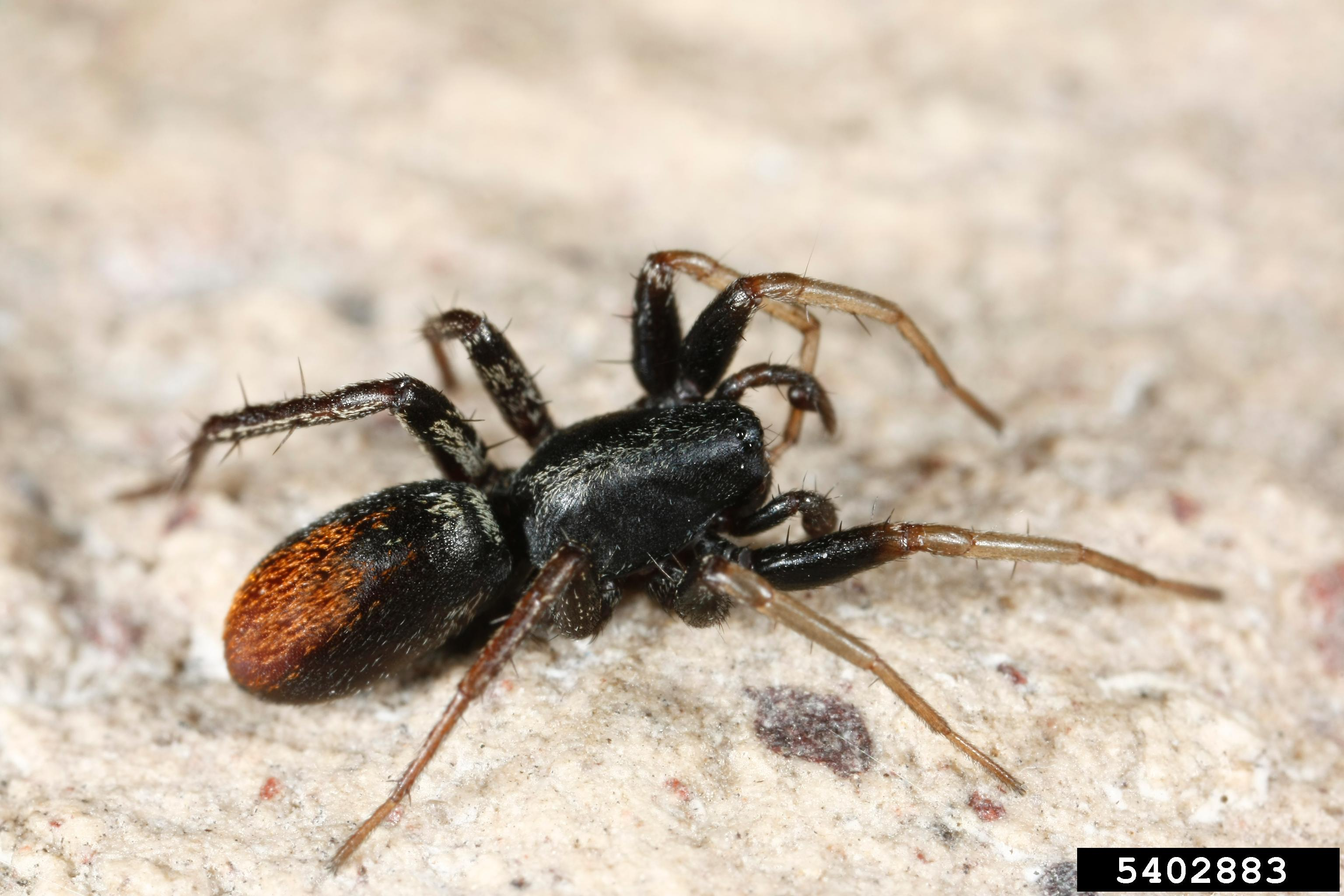
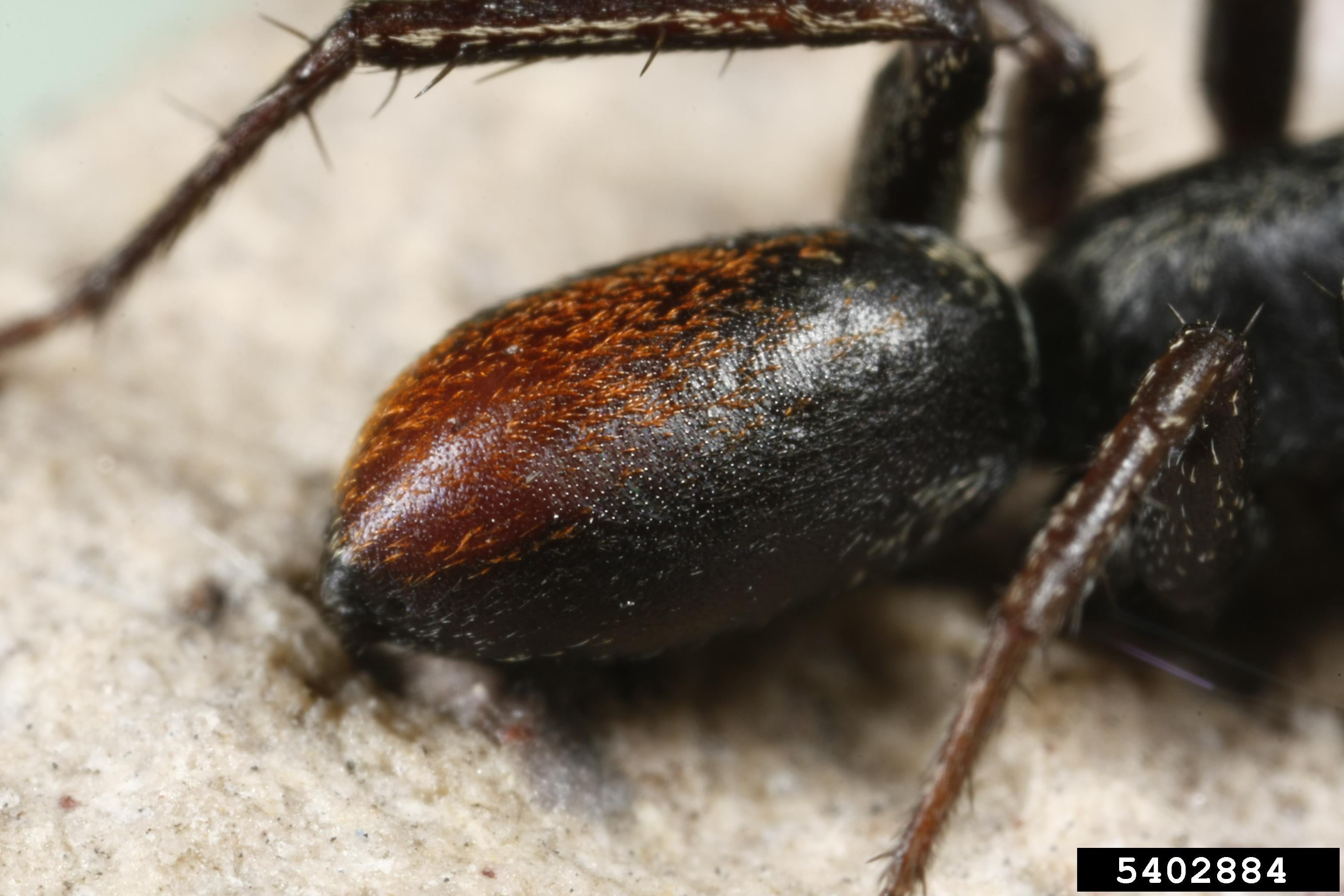